# Скуратівський Вадим Леонтійович
Скураті́вський Вадим Леонтійович (5 жовтня 1941, Бакланова Муравійка, Куликівський район, Чернігівської області) — український мистецтвознавець, історик, літературознавець, публіцист. Професор кафедри Київського національного університету театру, кіно і телебачення імені І. К. Карпенка-Карого.
Доктор мистецтвознавства (1997), кандидат філологічних наук (1971), академік Національної академії мистецтв України (2004; член-кореспондент — з травня 2001 р.), член Спілки кінематографістів України (1990) та Асоціації українських письменників (1997).
Заслужений діяч мистецтв України (24 березня 2011)

## Біографія
Народився в сім'ї вчителів.

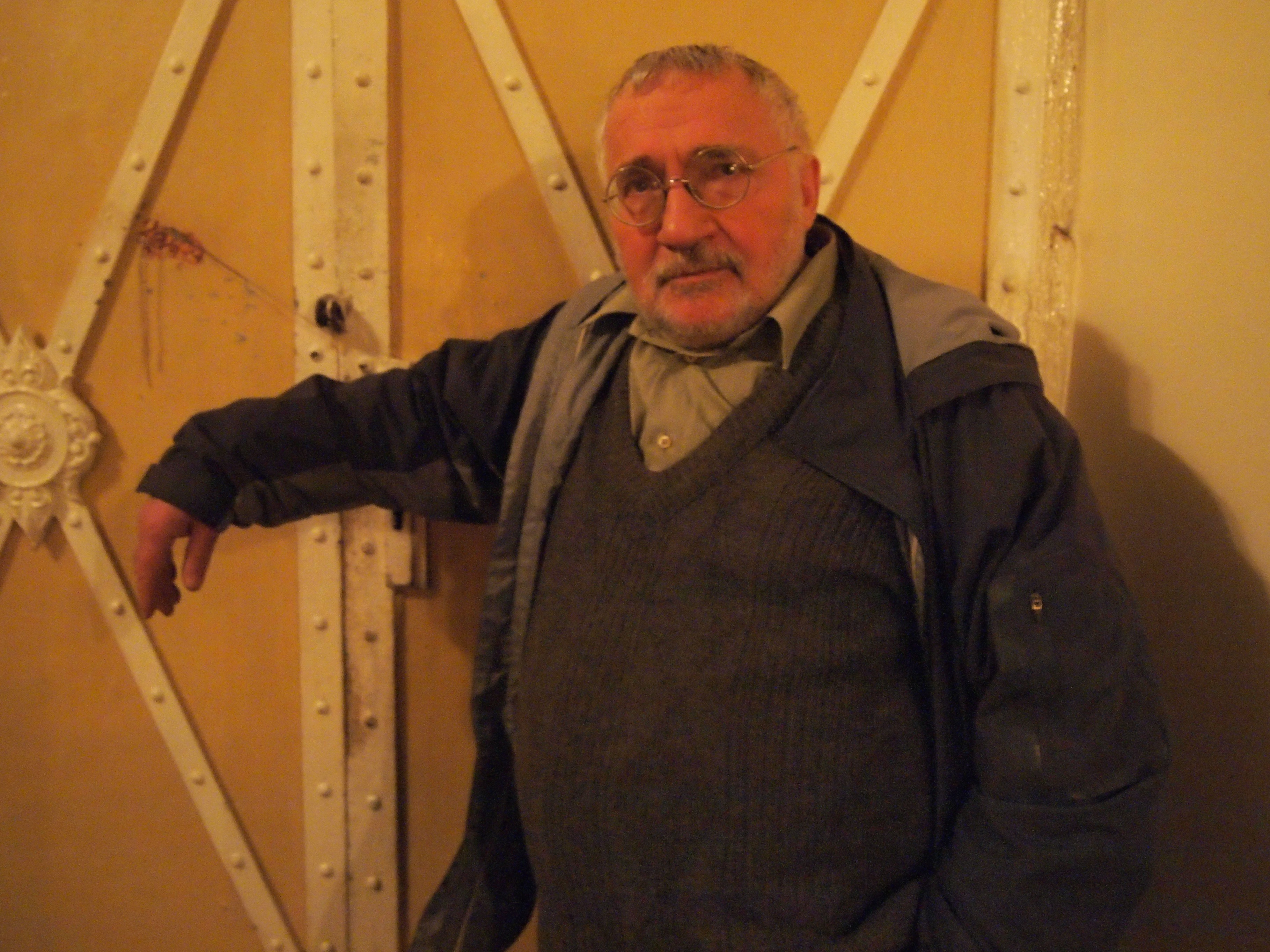
Вадим Скуратівський

Закінчив (1965) Київський державний університет ім. Т. Г. Шевченка (факультет романо-германської філології).
Кандидатська дисертація «Мистецькі проблеми у німецькому романі ХХ ст.»
Докторська дисертація «Екранні мистецтва у соціокультурних процесах XX століття».
1966–1969 — аспірант, 1969–1971 — викладач кафедри зарубіжної літератури, Київський університет ім. Т.Шевченка.
1971–1978 — редактор відділу критики, журнал «Всесвіт» (залишив роботу за звинуваченням у «націоналістичних ухилах»).
Впродовж 1978–1980 років не мав постійного місця роботи, читав лекції в Київському національному університеті театру, кіно і телебачення імені Івана Карпенка-Карого, по лінії Бюро пропаганди радянського кіномистецтва та Товариства «Знання».
1980–1982 — молодший науковий працівник, НДІ психології України.
1982–1985 — заступник директора з наукової роботи, Літературно-меморіальний музей Лесі Українки.
Вересень 1985 р. — вересень 1986 р. — старший викладач кафедри філології, Київ. держ. інститут театр. мист. ім. І.Карпенка-Карого.
1986–1988 — викладач кафедри літератури, Київський державний інститут культури.
З вересня 1988 р. — старший викладач, з 1991 р. — доцент кафедри кіно і телебачення, з 1998 р. — професор кафедри телережисури Київського національного університету театру, кіно і телебачення імені Івана Карпенка-Карого .
З 1991 р. — редактор відділу науки і культури журналу «Сучасність».
1992–1994 — член колегії Міністерства культури України.
1995 року читав курс української історії та історії української культури в Женевському університеті.
З 1997 р. — доцент кафедри історії та культурології у Національному університеті «Києво-Могилянська академія»
З 1998 року веде авторську рубрику «Монологи» в газеті «Столичные новости».
Один з учасників ініціативної групи «Першого грудня».

## Автор книг
- Мистецькі проблеми в німецькому романі XX ст. (на матеріалах критичного реалізму). — Київ: Вид-во Київ. ун-ту, 1972. — 196 с.
- Поет-патріот Шандор Петефі. — Київ: Тов-во «Знання» УРСР, 1972. — 30 с.
- Українське бароко: Посібник для вишів (1995, комп'ютерна книга)
- Етюди з світової літератури: Матеріали до уроків у старших класах у курсі «Зарубіжна література». — Київ: Навч. посібники, 1995. — 72 с.
- Історія та культура. — Київ: Укр. бюро захисту прав людини, 1996. — 298 с.
- Екранні мистецтва у соціокультурних процесах XX століття: Генеза. Структура. Функція: У 2 ч. — Київ: КМЦ «Поезія», 1997. — Ч. 1. — 224 с. — ISBN 966-7116-21-2; Київ: Вид-во «Іван Федоров», 1997. — Ч. 2. — 229 с. — ISBN 966-95130-1-4
- Проблема авторства «Протоколов сионских мудрецов». — Киев: ДУХ І ЛІТЕРА, 2001. — 242 с.
- Культура Нового часу — основні стратегеми новоєвропейського культурного розвитку. — Київ: Вид. дім «Києво-Могилянська академія», 2007. — 36 с. — ISBN 966-518-402-4
- З кінознавчого записника: Статті в журналі «Кіно-Театр». — Київ: Арт-Книга, 2017. — 184 с. (Сер.: Кінематографічні студії, вип. 7)
- Скуратівський у КІNО-КОЛІ (1997—2008) / Ін-т культурології НАМ України. — Київ: ІК НАМ України, 2020. — 288 с.: іл. — ISBN 978-966-2241-58-7
- От із такого ми світу: Спомини і розмисли / Підгот. тексту С. Сімакової; Передм., наук. ред. та прим. А. Пучкова. — Київ: ДУХ І ЛІТЕРА, 2024. — 440 с.: іл. — ISBN 978-617-8262-76-1

Автор понад 1000 публікацій з історії української, російської та західних літератур, загальної історії, філософії історії, історії кіна та театру.

## Доробок у сфері кіно та телебачення
Був автором-ведучим циклів телепередач «Свіжий погляд на історію» (УТ-2, 1996), «Монологи. Надії і втрати» (ТРК «Студія „1+1“», 1997—1998), «Бачу землю» (2002, 1-й Національний).
Знявся в ігрових фільмах: «Родимка», к/м (1991), «Співачка Жозефіна й Мишачий Народ» (1994), «Посмішка звіра» (1997—1999), «Шум вітру» (2002) та ін.
Ґран-прі актора за найкращу чоловічу роль в номінації «Непрофесійний виконавець ролі» фестивалю «Стожари» (1995; худ. фільм «Співачка Жозефіна й Мишачий Народ», за Францем Кафкою).
- Роботи В.Скуратівського
  - «Афоризм — колись і сьогодні» [Архівовано 16 липня 2004 у Wayback Machine.]
  - «Українська національна еліта — становлення чи занепад?»
  - «Я переляканий тим, що робиться довкола» (інтерв'ю Ростиславу Хотину (редактору Української служби Бі-Бі-Сі), жовтень 2004 р.) [Архівовано 18 серпня 2005 у Wayback Machine.]
  - «Масова культура породжує таких персонажів, як Янукович» (інтерв'ю Наталії Лебідь, 1 липня 2005 р.)[недоступне посилання з липня 2019]
  - «Проблема авторства „Протоколов сионских мудрецов“» (2001)
  - «Світова культура і переддень Жовтневої революції» (1988) [Архівовано 18 жовтня 2016 у Wayback Machine.]
  - «Шевченко в контексті світової літератури» (1978)
  - «Міф про Джорджа Орвелла» (1988)

## Громадська позиція
Разом з патріотами підтримав Революцію гідності й дав аналітичну оцінку подіям на Майдані, вважаючи їх рятівними не тільки для демократії в Україні, а й для всього світу.
У 2018 підтримав звернення Європейської кіноакадемії на захист ув'язненого у Росії українського режисера Олега Сенцова.

### Твори Скуратовського
- Твори Вадима Скуратівського на сайті «Чтиво»
- Міф про Джорджа Орвелла (1988)
- Світова культура і переддень Жовтневої революції (1988)
- На роковини падіння Бастилії (1989)
- Дещо про (анти)мазепинську легенду

### Про нього
- Скуратівський Вадим Леонтійович // Шевченківська енциклопедія : у 6 т. / Гол. ред. М. Г. Жулинський. — Київ : Ін-т літератури ім. Т. Г. Шевченка, 2015. — Т. 5 : Пе—С. — С. 803.